# Албергария-душ-Дозе
Албергария-душ-Дозе (порт. Albergaria dos Doze) — район (фрегезия) в Португалии, входит в округ Лейрия. Является составной частью муниципалитета Помбал. По старому административному делению входил в провинцию Бейра-Литорал. Входит в экономико-статистический субрегион Пиньял-Литорал, который входит в Центральный регион. Население составляет 1745 человек на 2001 год. Занимает площадь 22,84 км².